# ۲۰۰۰ (عدد)
۲۰۰۰ (عدد)یک عدد طبیعی است که بعد از ۱۹۹۹ و قبل از ۲۰۰۱ قرار دارد.